# Барон де Рамсей

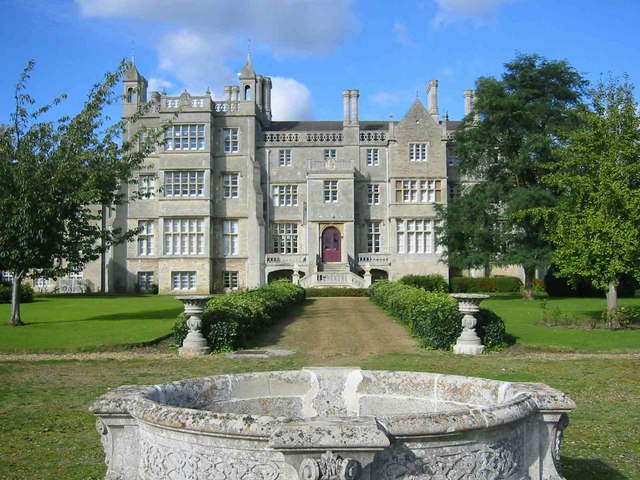
Аббатство Рамси, прежняя родовая резиденция баронов Рамсей

Барон де Рамсей из Аббатства Рамси в графстве Хантингдоншир — наследственный титул в системе Пэрства Соединенного Королевства. Он был создан 8 июля 1887 года для консервативного политика Эдуарда Феллоуза (1809—1887), который ранее представлял Хантингдоншир в Палате общин от консервативной партии в течение 43 лет (1837—1880). Эдуард Феллоуз был вторым сыном Уильяма Генри Феллоуза (1769—1837), который представлял в Палате общин Великобритании Хантигдон (1796—1800, 1801—1807) и Хантингдоншир (1807—1830). Младшим братом первого лорда был Ричард Феллоуз Бенион (1811—1897), который был депутатом парламента от Беркшира (1860—1876) и служил высшим шерифом Беркшира в 1857 году.
Старший сын первого лорда де Рамсея, Уильям Генри Феллоуз, 2-й барон де Рамсей (1848—1925), заседал в Палате общин от Хантингдоншира (1880—1885) и Рамси (1885—1887), а затем служил в качестве лорда в ожидании с 1890 по 1892 год в администрации консерватора лорда Солсбери. Его внук, Айлвин Эдвард Феллоуз, 3-й барон де Рамсей (1910—1993), был лордом-лейтенантом Хантингдоншира (1947—1965) и Хантингдона и Питерборо (1965—1968).
По состоянию на 2024 год носителем титула являлся сын последнего, Джон Айлвин Феллоуз, 4-й барон де Рамсей (род. 1942), который стал преемником своего отца в 1993 году.
Айлвин Феллоуз, 1-й барон Айлвин (1855—1924), был младшим сыном первого барона де Рамсей.
Семейное гнездо — Эбботс Риптон Холл, рядом с Эбботс Риптон в графстве Кембриджшир. Ранее семейной резиденцией было Аббатство Рамси, рядом с городом Рамси, графство Кембриджшир.

## Бароны де Рамсей (1887)
- 1887—1887: Эдвард Феллоуз, 1-й барон де Рамсей (14 мая 1809 — 9 августа 1887), второй сын политика Уильяма Генри Феллоуза (1769—1837)[1];
- 1887—1925: Уильям Генри Феллоуз, 2-й барон де Рамсей (16 мая 1848 — 8 мая 1925), старший сын предыдущего[2];
- 1925—1993: Айлвин Эдвард Феллоуз, 3-й барон де Рамсей (16 марта 1910 — 31 марта 1993), единственный сын достопочтенного Колсона Черчилля Феллоуза (1883—1915) от первого брака, старшего сына 2-го барона де Рамсея[3];
- 1993 — настоящее время: Джон Айлвин Феллоуз, 4-й барон де Рамсей (род. 27 февраля 1942), старший сын предыдущего[4];
  - Наследник титула: достопочтенный Фредерик (Фредди) Джон Феллоуз (род. 31 мая 1978), единственный сын предыдущего от первого брака[5].